# Adolf Kußmaul

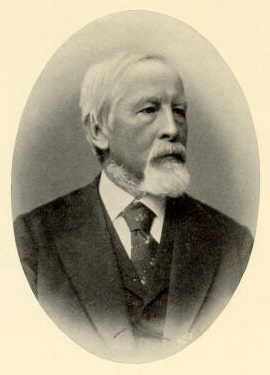
Adolf Kußmaul

Adolf Kußmaul oder Adolf bzw. Adolph Kussmaul (* 22. Februar 1822 in Graben bei Karlsruhe; † 28. Mai 1902 in Heidelberg) war ein deutscher Internist und Gastroenterologe. Er wirkte unter anderem als Lehrstuhlinhaber in Freiburg und Straßburg, war zudem Dichter und gilt als Miturheber des Begriffs Biedermeier.

## Familie
Er stammte aus einer badischen Medizinerfamilie. Sein Vater Philipp Jakob Kußmaul (1790–1850) war Physikatsarzt des Bezirks Wiesloch, sein Großvater Johann Georg Kußmaul Chirurg in Söllingen (Pfinztal) bei Durlach. Seine Mutter Luise Böhringer war die jüngste Tochter des Direktors der Glashütte Buhlbach, Johann Georg Böhringer.
Kußmaul heiratete 1850 Luise Amanda geborene Wolf. Das Paar hatte einen Sohn und vier Töchter. Zwei seiner Kinder starben bereits in jugendlichem Alter. Seine Tochter Luise heiratete den bedeutenden Krebsforscher und Professor der Chirurgie Vincenz Czerny.
Seine Frau starb am 25. Januar 1898 und ist an der Seite ihres Gatten in der Familiengrabstätte auf dem Bergfriedhof Heidelberg (Abt. V) beigesetzt.

## Leben
Versetzungen des Vaters, der auch in Würzburg (1819/1820 als Schüler von Johann Lukas Schönlein) tätig war, führten Kußmaul nacheinander an die Gymnasien in Wertheim, Mannheim und Heidelberg. Das Medizinstudium in Heidelberg (ab 1840) war von der Unruhe des Progress gekennzeichnet. Kußmaul nahm regen Anteil an den Aktivitäten der studentischen Verbindungen und gehörte von 1841 bis zum Herbst 1844 dem Corps Suevia Heidelberg an. 1846 legte er das Staatsexamen ab und wurde Assistent von Karl von Pfeufer. Die Jahre 1847 und 1848 verbrachte er mit weiteren Studien in Wien und Prag. Hier informierte er sich bei Carl von Rokitansky, Josef von Škoda, Ferdinand von Hebra, Ignaz Semmelweis, Johann von Oppolzer und Franz Freiherr von Pitha über die neuesten Erkenntnisse der Wiener Medizinischen Schule.
In der Revolution von 1848/49 im Kaisertum Österreich kehrte er in die Heimat zurück und diente zwei Jahre als Militärarzt der Badischen Armee im Schleswig-Holsteinischen Krieg. In Kandern, einem kleinen Schwarzwaldstädtchen, ließ sich Kußmaul im Frühjahr 1850 nach der Entlassung aus dem Militärdienst als praktischer Arzt nieder und heiratete. Drei Jahre übte er hier die anstrengende Tätigkeit des Landarztes mit Krankenbesuchen zu Fuß, im Wagen und zu Pferde über oft weite Entfernungen aus. 1853 entschloss sich Kußmaul nach einer schweren Erkrankung, die Arztpraxis aufzugeben und die akademische Laufbahn einzuschlagen.
Kußmaul begab sich 1853 zur Vorbereitung seiner Doktorarbeit an die Julius-Maximilians-Universität Würzburg und studierte dort 1854 bis 1855 bei Albert von Kölliker, Franz von Leydig, Heinrich von Bamberger, Nicolaus Friedreich, Cajetan von Textor und Rudolf Virchow, der ihn nach Kräften förderte. Seine Dissertation behandelt den Einfluss der Blutströmung des Kopfes auf die Bewegungen der Iris. Im Herbst 1854 hielt er sich für ein halbes Jahr an der Illenau auf, wo er den dortigen Hilfsarzt Bernhard von Gudden, den späteren Leibarzt von König Ludwig II. von Bayern, traf. 1855 arbeitete er im Labor des Würzburger Mediziners und Chemiker Johann Joseph von Scherer und wurde von Cajetan von Textor im Rigorosum geprüft. Kußmaul habilitierte sich im selben Jahr in Heidelberg, in Anerkennung seiner früheren Preisschrift.
Zunächst las er über Arzneimittellehre, dann zusätzlich über Toxikologie, Psychiatrie, Gerichtsmedizin, Anthropologie und Biologie. Darüber hinaus arbeitete er im chemischen Laboratorium und veröffentlichte Arbeiten über die Totenstarre, die toxischen Wirkungen des Fliegenpilzes und Entwicklungsstörungen der Gebärmutter.
1857 wurde er zum außerordentlicher Professor in Heidelberg berufen. 1859 folgte er dem Ruf der Universität Erlangen auf den Lehrstuhl für Innere Medizin. Dort entstanden Publikationen über Quecksilbervergiftung und experimentelle Psychologie. 1863 wechselte er als Ordinarius an die Universität Freiburg und 1876 an die neue Kaiser-Wilhelms-Universität Straßburg. Im Jahr 1886 erhielt er die Cothenius-Medaille der Leopoldina. Er war Mitglied der Gesellschaft Deutscher Naturforscher und Ärzte.
1888 emeritiert, lebte Kußmaul fortan in Heidelberg. Hier wurde er zum Geheimrat (1891) und Ehrenbürger (1899) von Heidelberg ernannt.

## Ärztliches Wirken
Kußmaul war ein vielseitiger Mediziner, insbesondere als Kliniker. Er befasste sich mit Epilepsie, Anomalien des Uterus, dem Seelenleben des Neugeborenen, der Technik der Thorakozentese, der Pockenimpfung, Tetanie und Sprachstörungen. Gleichzeitig war er ein glänzender Feuilletonist und Lyriker. Als praktischer Arzt trat er für die Anwendung altüberlieferter Heilmittel ein: „Die Natur ist eben immer unsere Lehrmeisterin und der rechte Arzt immer Naturarzt, denn nur aus ihrem unerschöpflichen Born stammt alle Heilkunst.“
Im Jahr 1844 errang Kußmaul als Heidelberger Student den Preis für eine medizinische Preisaufgabe (goldene Karl-Friedrich-Medaille). In der ausgezeichneten Arbeit Die Farbenerscheinungen im Grunde des menschlichen Auges beschrieb er die physiologischen Grundlagen der Sichtbarmachung des Augenhintergrundes und erkannte damit die Voraussetzungen (unter anderem die Verwendung einer plankonkaven Linse, die der Wölbung der Hornhaut entspricht und der Konzeption des Kontaktglases von Köppe und Goldmann sowie der Hruby-Linse von Karl Hruby vorausging) für die 1850 entwickelte Ophthalmoskopie mit dem Augenspiegel, deren Nutzen er vorsah.
Seit 1860 befasste er sich mit Arbeiten über die Periarteriitis nodosa (mit Rudolf Robert Maier), führte nach älteren Vorbildern die Magensonde zu therapeutischen Zwecken sowie die Magenpumpe in die klinische Praxis ein (1867) und die Thorakozentese bei Pleuritis, Empyem und Pneumothorax. Es folgten weitere Veröffentlichungen zum paradoxen Puls (1873), zur progressiven Muskelatrophie, Diabetes mellitus und zu Sprachstörungen.
Kußmaul setzte die Magenpumpe zur Behandlung der Magenausgangsstenose (-Verengung) ein, beschrieb eine Operationsmethode dieser Stenose, führte Entnahmen von Magensaft zur Untersuchung und Versuche zur Magenspiegelung durch.
1877 beschrieb er als erster, unter der Bezeichnung „Wortblindheit“, die Legasthenie.

## Eponyme
Kussmaul-Maier-Syndrom (1866)Klassische Beschreibung der „Periarteriitis nodosa“ durch Kußmaul und Maier.
Kussmaul-Puls (1873)Beobachtung des paradoxen Pulsphänomens (Pulsus paradoxus) bei Patienten mit schwieliger Mediastino-Perikarditis, die er als entzündlichen Prozess unterschiedlicher Genese mit Bildung derber bindegewebiger Stränge und konsekutiver Adhäsionen von Perikard und Mediastinum beschrieb. Bei peripherer Pulstastung verschwindet der Puls in kurzen Intervallen, um gleich darauf mehrere Male wiederzukehren, die scheinbare Unregelmäßigkeit ist an die Atemphasen gebunden (bei Inspiration wird der Puls kleiner, bei Exspiration größer).
Kussmaul-Aphasie (1877)Totale sensorische (kortikale) Aphasie (Kussmaul-Alexie, Alexia corticalis) mit Beeinträchtigung der „inneren Sprache“, des Leseverständnisses und Schreibens sowie der Unfähigkeit nachzusprechen. Die Kontrolle der Spontansprache und der Redefluss sind gestört, syllabäre und verbale Paraphasie treten auf. Andererseits wird darunter auch der psychogene Mutismus subsumiert („Stummheit“ bei intaktem Sprechorgan, psychogenem Stupor und Schrecklähmung).
Kussmaul-Atmung (1874)Kußmaul beschrieb erstmals Beobachtungen an drei komatösen Diabetikern die „große Atmung“ (Kussmaul-Kien-Atmung, Azidoseatmung) mit Azetonbildung im Blut. Die Kussmaul-Atmung gilt seither klinisch als charakteristischer Atemtypus beim Coma diabeticum: pausenlose regelmäßige, sehr tiefe Atemzüge, wobei die Atemexkursion unter Zuhilfenahme der Atemhilfsmuskulatur stark vergrößert ist.
Kussmaul-KomaKardinalsymptom des hyperglykämischen diabetischen Komas mit Kussmaul-Atmung, starker Bewusstseinstrübung, Oberbauchschmerzen, Exsikkose, vermindertem Turgor (verminderte Spannung) der Haut, Blutzuckeranstieg und Azetongeruch der Atemluft.
Kussmaul-Lackrachen (1861)Lackartige, kupfer- bis brandrote, entzündliche Rötung der Rachen- und Gaumenschleimhaut als Teilerscheinung der Stomatitis mercurialis bei akuter Quecksilbervergiftung.
Kussmaul-Landry-Syndrom (1859)Kussmaul beschrieb gleichzeitig mit Jean Baptiste O. Landry (1826–1865) und unabhängig von diesem die aufsteigende, schlaffe symmetrische Lähmung, die schwerste Form des Guillain-Barré-Syndroms (Polyradikulitis-Syndrome, Landry-Paralyse, Polyneuritis acuta ascendens) mit charakteristischem Liquorbefund (Eiweißvermehrung ohne entsprechende Zellvermehrung): schlaffe Beinlähmung mit erloschenen Sehnenreflexen, rasches Aufsteigen der Lähmung über die Muskulatur des Beckengürtels nach oben, Lähmungen der Hirnnerven und Exitus innerhalb kurzer Zeit durch periphere und zentrale Atemlähmung.
Kussmaul-Magenschlauch (1867)Kußmaul führte die Methodik der Magenpumpe zu diagnostischen und therapeutischen Zwecken als alltägliches medizinisches Rüstzeug in die klinische Praxis ein.
Kussmaul-Tenner-Versuch (1857)Ein Krampfanfall kann durch beidseitige Subklavia- und Karotisunterbindung im Tierexperiment ausgelöst werden.

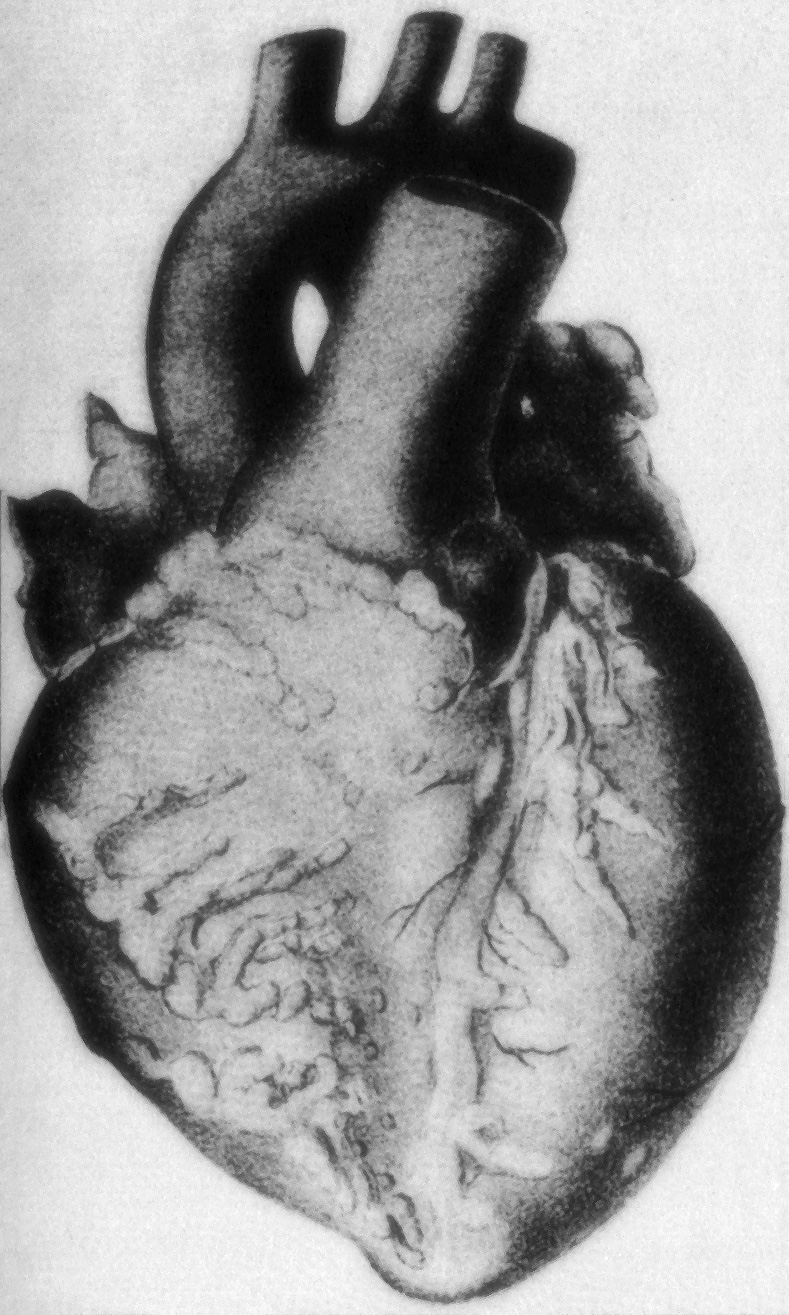
Polyarteriitis nodosa
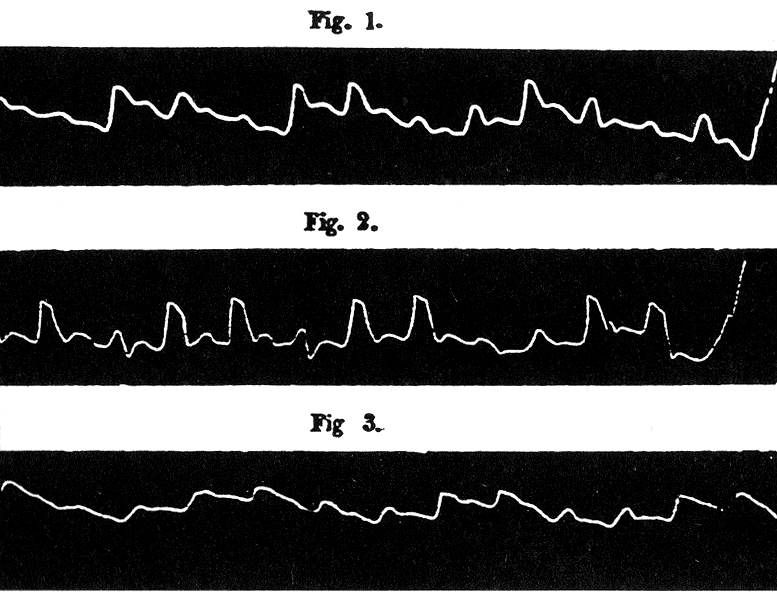
Kussmaul-Puls
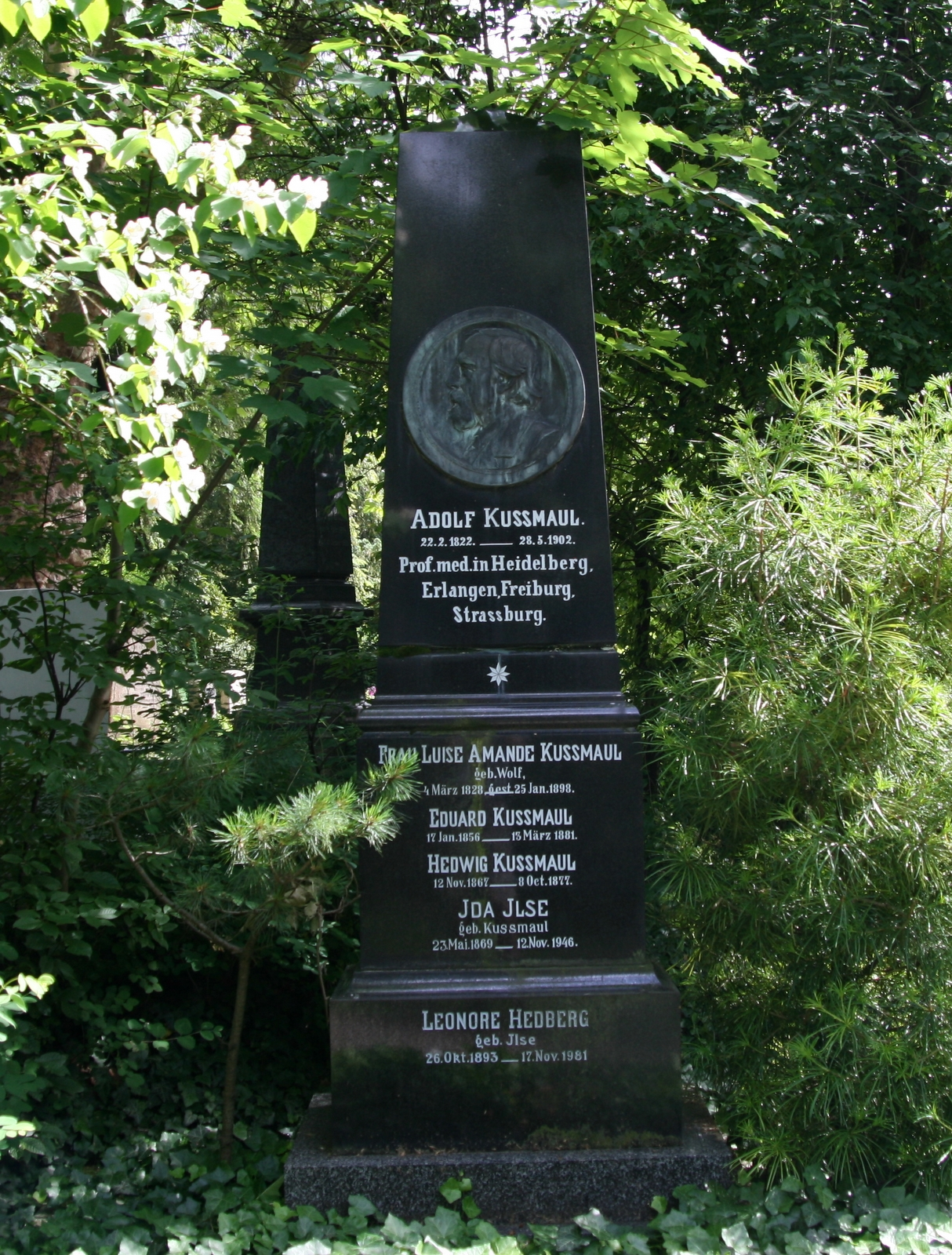
Familiengrab, Bergfriedhof (Heidelberg)

## Adolf-Kußmaul-Preis
Die Süddeutsche Gesellschaft für Gastroenterologie vergibt seit 1991 jährlich den derzeit mit 5000 Euro dotierten Adolf-Kußmaul-Preis an junge Wissenschaftler bis 32 Jahren. Der Preis wurde von der Falk Foundation gestiftet.

## Kußmaul-Medaille
Die Deutsche Gesellschaft für Rheumatologie verleiht seit 2006 in jedem Jahr die Kußmaul-Medaille an herausragende Persönlichkeiten, die mit ihrem Lebenswerk oder mit einer bedeutsamen Einzelleistung die Rheumatologie in Deutschland entscheidend geprägt haben.

## Weitere Würdigungen
Bereits zu seinen Lebzeiten, 1898, wurde im Heidelberger Stadtteil Neuenheim eine Straße nach Kußmaul benannt, wofür er sich persönlich bedankte. Auch in mehreren weiteren Orten im Süden Deutschlands, besonders an seinen ehemaligen Wirkungsstätten, tragen Straßen seinen Namen, unter anderen in der Karlsruher Nordweststadt, in Mannheim, Ludwigshafen, in Freiburg-Betzenhausen und in Erlangen.
Im Universitätsklinikum Freiburg ist auf der Inneren Station II eine Station nach Kussmaul benannt.

## Poetisches Werk
Eine bemerkenswerte Eigenschaft Kußmauls war seine poetische Begabung, Beschaulichkeit und Humor in Verse zu kleiden. Darüber hinaus war er mit dem Dichter Joseph Victor von Scheffel befreundet. Auch kam er während seiner Zeit als Landarzt mit den naiv-gemütvollen Versen des Samuel Friedrich Sauter aus Flehingen (Kraichgau) in Berührung. Kußmaul erfand zusammen mit seinem Freund Ludwig Eichrodt die parodistische Figur des „Biedermaier“, indem er den Modebegriff „Biederkeit“ ironisch mit dem Allerweltswort „-maier“ verband: Der schwäbische Schulmeister Gottlieb Biedermaier war demnach ein Mensch, dem nach ihrer Charakterisierung „seine kleine Stube, sein enger Garten, sein unansehnlicher Flecken und das dürftige Los eines verachteten Dorfschulmeisters zu irdischer Glückseligkeit verhelfen“. Gemeinsam mit Ludwig Eichrodt fasste Kußmaul den Plan, Sauters komische Verse unter Hinzufügung eigener absichtlich bzw. unabsichtlich komischer Gedichte herauszugeben „Gedichte von Ludwig Eichrodt und Adolf Kußmaul sowie von ihrem Vorbild, dem alten Schulmeister Samuel Sauter. Gesammelt und herausgegeben von Ludwig Eichrodt“ (1911). Als Biedermeier wird die stilistische Epoche 1815 bis 1848 bezeichnet.

## Schriften

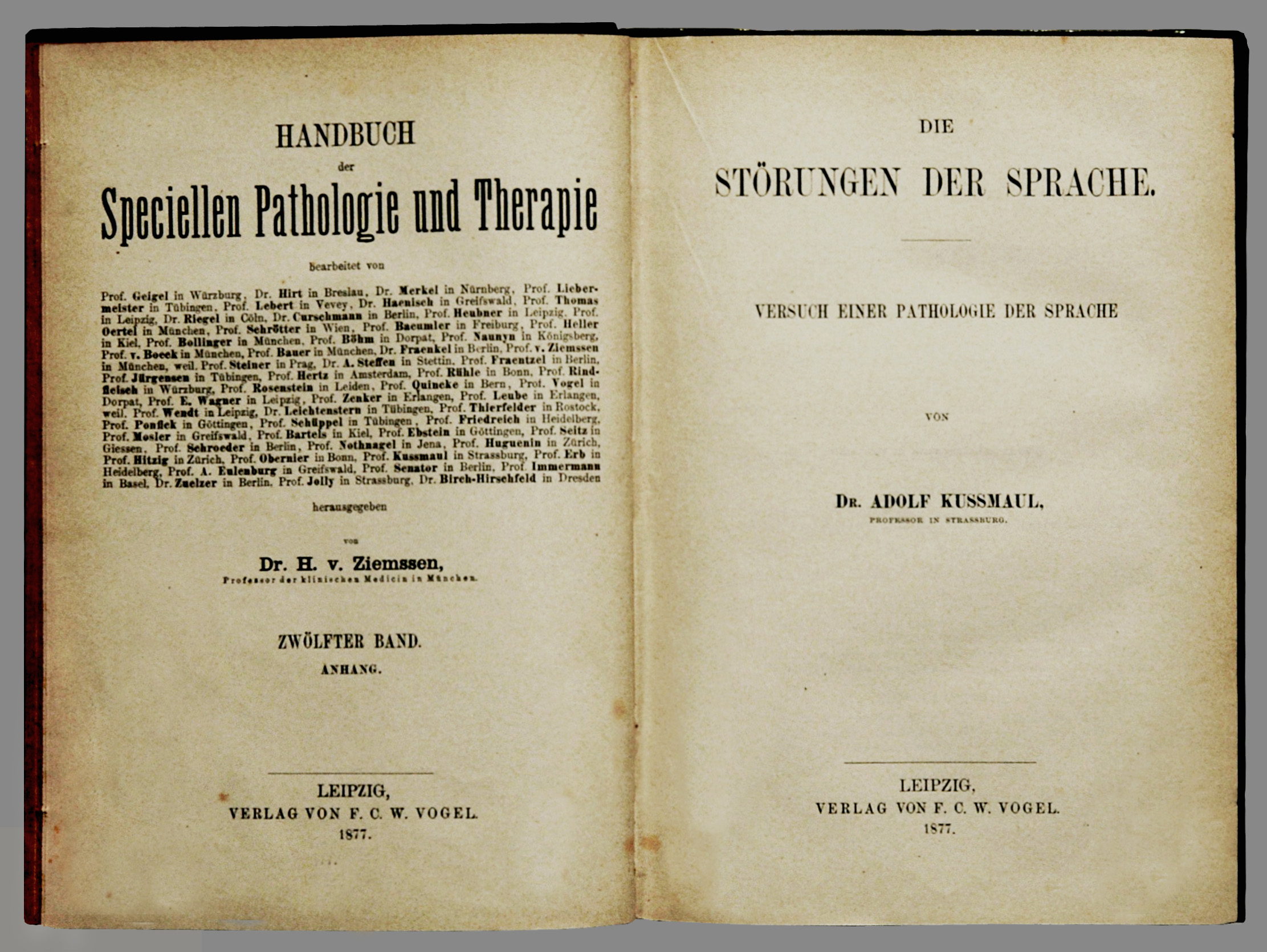
Die Störungen der Sprache (Leipzig 1877)

- Die Farbenerscheinungen im Grunde des menschlichen Auges. Heidelberg 1845.
- Untersuchungen über den Einfluss, welchen die Blutströmung auf die Bewegungen der Iris und andrer Theile des Kopfes ausübt. Medizinische Dissertation; auch in: Verh. d. physikalisch-medicinischen Gesellsch. Würzburg.
- Zwei Fälle tödtlich abgelaufender Chloroformbetäubung, von welchen der eine Gegenstand gerichtlicher Untersuchung geworden ist. In: Deutsche Zeitschr. f. d. Staatsarzneikunde. 1 (1853), S. 451–456.
- Die Gedichte des schwäbischen Schulmeisters Gottlieb Biedermaier und seines Freundes Horatius Treuherz (Unter dem Pseudonym Dr. Oribasius (nach dem byzantinischen Arzt Oreibasios, 325–395 n. Chr.) zusammen mit L. Eichrodt seit 1855 in den Fliegenden Blättern veröffentlicht).
- mit A. D. Tenner: Untersuchungen über Ursprung und Wesen der fallsuchtartigen Zuckungen bei der Verblutung, sowie der Fallsucht überhaupt. Frankfurt am Main 1857.
- Von dem Mangel, der Verkümmerung und der Verdoppelung der Gebärmutter, von der Nachempfängnis und der Ueberwanderung des Eies. Würzburg 1859.
- Untersuchungen über das Seelenleben des neugeborenen Menschen. Programm usw. Leipzig 1859; 2. Auflage Tübingen 1884.
- Zwei Fälle von Paraplegie mit tödlichem Ausgang ohne anatomisch nachweisbare oder toxische Ursache. Erlangen 1859.
- Untersuchungen über den constitutionellen Mercurialismus und sein Verhältniss zur constitutionellen Syphilis. Würzburg 1861.
- mit R. Maier: Ueber eine bisher nicht beschriebene eigenthümliche Arterienerkrankung (Periarteritis nodosa), die mit Morbus Brightii und rapid fortschreitender allgemeiner Muskellähmung einhergeht. In: Dtsch Arch Klin Med. 1 (1866), S. 484.
- Ueber die Behandlung der Magenerweiterung durch eine neue Methode mittelst der Magenpumpe. Rede anlässlich eines Geburtsfestes. eller, Freiburg im Breisgau 1869, S. 455–500.
- Zwanzig Briefe über Menschenpocken- und Kuhpockenimpfung. Freiburg 1870.
- Zur Lehre von der Tetanie. In: Berlin Klin Wochenschr. 9 (1872), S. 441–444.
- Über die fortschreitende Bulbärparalyse und ihr Verhältniss zur progressiven Muskelatrophie. Leipzig 1873.
- Über schwielige Mediastino-Perikarditis und den paradoxen Puls. In: Berlin Klin Wochenschr. 10 (1873), S. 433, 445 und 461.
- Zur Lehre vom Diabetes mellitus. Über eine eigentümliche Todesart bei Diabetischen, über Acetonämie, Glycerin-Behandlung des Diabetes und Einspritzungen von Diastase ins Blut bei dieser Krankheit. In: Dtsch Arch Klin Med. Band 14, 1874, S. 1.
- Die Störungen der Sprache. Versuch einer Pathologie der Sprache. Leipzig 1877; 3. Auflage ebenda 1885.
- Dr. Benedict Stilling. Eine Gedächtnissrede. Straßburg 1879.
- Jugenderinnerungen eines alten Arztes. Adolf Bonz & Co., Stuttgart 1897.
  - 3. Auflage. Adolf Bonz & Co., Stuttgart 1899 (Digitalisat).
  - 9. Auflage 1912.
  - 14.–18. Auflage Stuttgart 1923.
  - 20. Auflage München 1960 Digitalisat (Projekt Gutenberg).
  - Memoirs of an Old Physician. Amerind, New Delhi 1981.
- Ein Dreigestirn großer Naturforscher an der Heidelberger Universität im 19. Jahrhundert. In: Deutsche Revue. Band 27, 1902, Nr. 1, S. 35–45 und 173–187. (Digitalisat Univ. Heidelberg Erinnerungen an Bunsen, Helmholtz und Kirchhoff)
- Aus meiner Dozentenzeit in Heidelberg. Hrsg. von Vinzenz Czerny. Bonz, Stuttgart 1903; 3./4. Auflage: München/Berlin 1925.